# Chibala modesta
Chibala modesta är en insektsart som beskrevs av Rauno E. Linnavuori och Delong 1977. Chibala modesta ingår i släktet Chibala och familjen dvärgstritar. Inga underarter finns listade i Catalogue of Life.